# Laissez-nous chanter
Singles de Gold
Ville de lumière
(1986) Calicoba
(1987)
Laissez-nous chanter est une chanson du groupe français Gold, parue sur leur deuxième album studio Calicoba. Elle est sortie fin 1986 sur le label WEA en tant que troisième single de l'album. Elle s'est classée à la sixième place du Top 50, devenant le quatrième plus grand succès du groupe Gold. La chanson est également certifiée disque d'argent en France.

## Accueil commercial
La chanson entre dans le Top 50 à la 35e position le 31 janvier 1987. puis elle atteint les dix premières places du classement dès la cinquième semaine. Elle a atteint la 6e place lors de sa septième et onzième semaine dans le classement et reste 19 semaines au total dans le Top 50. La chanson est certifiée disque d'argent par le Syndicat national de l'édition phonographique. 
Dans le classement paneuropéen European Hot 100 Singles, la chanson débute à la 45e position lors du classement du 14 février 1987 et atteint la 28e place le 4 avril 1987.

## Liste des titres
| A. | Laissez-nous chanter | 4:15 |
| B. | Demande-moi          | 4:12 |

| A.  | Laissez-nous chanter (version longue) | 7:52 |
| B1. | Du vent, du bluff, des mots           | 4:08 |
| B2. | Laissez-nous chanter                  | 3:30 |

## Crédits
- Émile Wandelmer – chant, guitare
- Lucien Crémadès – guitare, chœurs
- Bernard Mazauric – chœurs, claviers
- Étienne Salvador – batterie
- Alain Llorca – chœurs, basse
- Jacques Cardona – réalisateur
- Jean-Luc Lemerre – réalisateur, enregistrement, mixage
- Gaetano Liberatore – conception

Crédits adaptés des notes d'accompagnement,.

## Classements et certifications
| Classement (1987)         | Meilleure position |
| ------------------------- | ------------------ |
| Europe (European Hot 100) | 28                 |
| France (SNEP)             | 6                  |

| Classement (1987)         | Position |
| ------------------------- | -------- |
| Europe (European Hot 100) | 87       |
| France (SNEP)             | 30       |

### Certification
| Pays                                                             | Certification | Ventes certifiées |
| ---------------------------------------------------------------- | ------------- | ----------------- |
| France (SNEP)                                                    | Argent        | 250 000*          |
| *Ventes selon la certification xNon précisé par la certification |               |                   |